# 청어노걸대
《청어노걸대》(淸語老乞大)는 조선 사역원의 만주어 구어 교본이다.

## 개요
사대교린(事大交隣)을 외교 정책의 기반으로 삼은 조선은 건국 후 일찍이 외국어 학습을 위해 사역원을 설치하였다. 사역원에서는 사대(事大)를 위해 중국어를 교육했고 이를 한학(漢學)이라 했으며, 교린(交隣)을 위해 몽골어, 일본어, 여진어를 교육했는데, 각각 몽학(蒙學), 왜학(倭學), 여진학(女眞學)이라고 했다. 이중 여진학은 이미 멸망한 금왕조의 언어였기 때문에, 한학, 왜학과 같이 외교를 목적으로 하는 교육이 아니라, 교역 시 상품 흥정, 행상 회화 등에 치중되어 학습되었다. 여진학은 북방에 잔존해 있던 여진족 집단과 실리적인 목적으로 교류하기 위해 존속되었다. 그러다가 병자호란 이후 기존의 여진학을 대체할 만주학의 필요성이 대두하였고, 명의 멸망과 청의 융성과 함께 여진학은 1667년에 청학(淸學)으로 개편되었다.
만주어는 사실상 여진어를 계승하였으나 기존의 여진학서로는 청대 만주어를 온전히 익히기 어려웠고, 만주 문자를 새로 배워야 했기에 새로운 청학서가 요구되었다. 사역원에서는 1680년부터 1684년까지 사역원의 전통적인 중국어 구어체 교재인 한어본 《노걸대》를 만주어로 번역하였고 《신번노걸대》(新飜老乞大)라는 제목으로 나타난다.

《청어노걸대》는 다음과 같은 문장으로 시작한다.
ᠠᠮᠪᠠ
ᠠᡤᡝ
ᠰᡳ
ᠠᡳᠪᡳᠴᡳ
ᠵᡳᡥᡝ 암바 아거 시 애비치 지허
큰 형아 네 어ᄃᆡ로셔 온다
ᠪᡳ
ᠴᠣᠣᡥᡳᠶᠠᠨ
ᠸᠠᠩ
ᡤᡳᠩ ᠴᡳ
ᠵᡳᡥᡝ 비 ᄎᅸ햔 왕 깅 치 지허
내 朝鮮 王京으로셔 왓노라
ᡨᡝ
ᠠᠪᠰᡳ
ᡤᡝᠨᡝᠮᠪᡳ 터 압시 거넘비
이제 어ᄃᆡ로 가ᄂᆞᆫ다
ᠪᡳ
ᡤᡝᠮᡠᠨ
ᡥᡝᠴᡝᠨ ᡳ
ᠪᠠᡵᡠ
ᡤᡝᠨᡝᠮᠪᡳ 비 거문 허쳔 이 바루 거넘비
내 皇城으로 向ᄒᆞ여 가노라

## 판본
《청어노걸대》는 두 가지 판본이 존재한다.
《신번노걸대》는 병자호란 때 청군에 포로로 잡혀갔다가 돌아온 동환자(東還者)들이 한어본 《노걸대》를 만주어로 번역한 것으로, 1703년에 활자본으로 간행되었다. 포로 생활 당시에 어렴풋이 익힌 어설픈 만주어 실력으로 번역되었기 때문에 오류가 많았고 일관성이 떨어졌다. 현전하지 않아 그 내용은 확인하기 어렵다. 
조선의 역관 김진하(金振夏)는 그가 함흥에 청학 역학(譯學)으로 있을 때 닝구타 출신의 만주인 서기에게 의뢰하여 《신번노걸대》를 개수하게 했다. 이를 《청어노걸대신석》(淸語老乞大新釋)이라고 하며, 현재 전하는 것은 1765년에 간행된 평양 목판본이다. 만주어를 각 행의 좌측에 만주 문자로 표기했고, 우측에는 훈민정음으로 발음을 적었으며, 그 뒤에 18세기 당시의 국어로 언해했다. 총 8권 97화로 구성되어 있다. 파리동양어학교 도서관본, 대영도서관본, 탁족문고본의 3질이 전한다. 
| 서명                    | 연도   |
| ----------------------- | ------ |
| (평양판) 《노걸대언해》 | 1745년 |
| 《노걸대신석언해》      | 1763년 |
| 《청어노걸대신석》      | 1765년 |
| 《몽어노걸대》          | 1790년 |
| 《중간노걸대언해》      | 1795년 |

## 현대 한국어역
- 정광 옮김, 《청어노걸대신역》, 태학사, 1998, ISBN 9788976263957
- 최동권·김양진·김유범·황국정·신상현 옮김, 《역주 청어노걸대신석》, 박문사, 2012, ISBN 9788994024646